# Gran Premio di Singapore 2022
Il Gran Premio di Singapore 2022 è stata la diciassettesima prova della stagione 2022 del campionato mondiale di Formula 1. La gara si è corsa domenica 2 ottobre sul circuito di Marina Bay ed è stata vinta dal messicano Sergio Pérez su Red Bull Racing-RBPT, al quarto successo in carriera; Pérez ha preceduto all'arrivo i due piloti della Ferrari, il monegasco Charles Leclerc e lo spagnolo Carlos Sainz Jr..
All'intero weekend di gara hanno assistito 302 000 spettatori, nuovo record per il Gran Premio di Singapore sul circuito di Marina Bay. Il precedente primato apparteneva all'edizione inaugurale del 2008, caratterizzata da una presenza di 300 000 spettatori nel fine settimana.

## Vigilia

### Sviluppi futuri
La scuderia italiana Ferrari annuncia l'impiego del pilota di riserva Robert Švarcman, campione 2019 di Formula 3, nel corso della prima sessione di prove libere del Gran Premio degli Stati Uniti d'America in programma il successo 23 ottobre, al posto del monegasco Charles Leclerc. Švarcman è un pilota russo, ma è costretto a correre da atleta neutrale potendo utilizzare la bandiera della Federazione Internazionale dell'Automobile a causa del divieto degli emblemi nazionali russi a seguito dell'invasione russa dell'Ucraina. Successivamente decide di utilizzare la licenza israeliana in virtù della doppia cittadinanza. A partire da questo campionato, secondo il regolamento sportivo, tutte le dieci squadre iscritte al campionato hanno l'obbligo di schierare, durante le sessioni di prove libere, almeno due piloti giovani. Le squadre hanno un numero prestabilito di sessioni nelle quali schierare dei giovani debuttanti.
Alla vigilia del precedente Gran Premio d'Italia, una prima bozza del calendario della stagione successiva, la quale doveva essere approvata dal consiglio mondiale della Federazione, fu pubblicata. Il calendario viene ufficializzato alla vigilia di questa gara, con l'unica variazione rispetto alla bozza iniziale dell'inversione dei Gran Premi d'Ungheria e del Belgio. Esso è caratterizzato da ben 24 appuntamenti, due in più rispetto al calendario della stagione corrente, numero record della storia della Formula 1 e il massimo consentito dal Patto della Concordia, un appuntamento aggiuntivo rispetto ai calendari inizialmente previsti per il 2021 e per questo campionato. La stagione inizia prima rispetto all'attuale calendario, il 5 marzo col Gran Premio del Bahrein, per concludersi dopo rispetto all'anno corrente, il 26 novembre col Gran Premio di Abu Dhabi. Il Gran Premio d'Azerbaigian viene posto in aprile, quello dell'Emilia-Romagna a maggio, mentre quello di Spagna a giugno, invertito con il Gran Premio di Monaco. Il Gran Premio d'Austria e quello di Gran Bretagna vengono nuovamente invertiti, con lo spostamento nel mese di luglio del Gran Premio del Belgio, nel mese di agosto del Gran Premio d'Olanda, il primo dopo la pausa estiva, e nel mese di settembre del Gran Premio di Singapore e del Gran Premio del Giappone. Il calendario vede il ritorno del Gran Premio di Cina, non disputatosi nelle ultime tre stagioni a causa delle problematiche dettate dalla pandemia di COVID-19, del Gran Premio del Qatar, collocato in ottobre, non disputatosi nel campionato attuale in quanto il Paese concentratosi nell'ospitare il mondiale di calcio, e del Gran Premio di Las Vegas, collocato nel mese di novembre, per la prima volta dalla stagione 1982, con la gara disputata in notturna e al sabato, per la quarta volta nella storia del mondiale, la prima dal Gran Premio del Sudafrica 1985. Gli Stati Uniti d'America disputano così tre Gran Premi nel proprio territorio per la prima volta dalla stagione 1982. Per due volte nel corso della stagione, tre Gran Premi si disputano per tre settimane consecutive: la prima tra il Gran Premio dell'Emilia-Romagna e il Gran Premio di Spagna, mentre la seconda tra il Gran Premio degli Stati Uniti d'America e il Gran Premio di San Paolo. La sedi del Gran Premio d'Arabia Saudita e del Gran Premio del Qatar sarebbero dovute inizialmente essere diverse, ossia Qiddiya e Doha, prima che i Gran Premi fossero mantenuti a Gedda e Lusail anche nel 2023. Nel calendario non figura il Gran Premio di Francia, il quale era tornato nella stagione 2018, mentre il Gran Premio di Russia, sotto contratto per essere incluso nel calendario mondiale, si sarebbe dovuto disputare su un nuovo circuito, l'Igora Drive, un tracciato permanente vicino alla città di San Pietroburgo, spostandosi quindi dall'autodromo di Soči, sede del Gran Premio fin dal suo debutto valido per il campionato mondiale avvenuto durante la stagione 2014. Prima dell'inizio di questa stagione, il contratto per la disputa del Gran Premio sul nuovo circuito viene terminato a seguito dell'invasione russa dell'Ucraina, concludendo allo stesso tempo il contratto per la disputa del Gran Premio nelle stagioni successive.
Il contratto per la disputa del Gran Premio di Monaco nel calendario del campionato mondiale di Formula 1, sempre sul circuito di Monte Carlo, con scadenza al termine di questa stagione, viene rinnovato fino al 2025. La Federazione, vista la programmazione del Gran Premio del Belgio della prossima stagione nel weekend tra il 28 e il 30 luglio, riprogramma la 24 ore di Spa, inizialmente calendarizzata nello stesso weekend, collocandola dal 29 giugno al 2 luglio. Il weekend tra il 28 e il 30 luglio ero lo stesso già prenotato dal GT World Challenge Europe, con il calendario rivisto alla luce dell'anticipo della gara belga, per mantenere la 24 ore di Spa nello stesso fine settimana in cui si è svolta quest'anno.
La Federazione annuncia che a partire dalla successiva stagione in avanti il numero di Gran Premi dove utilizzare il formato della Sprint nel weekend di gara al fine di stabilire la griglia di partenza sarà di sei, tre corse in più rispetto a questa stagione. I Gran Premi in cui verrà adottato il formato di gara sono ancora da stabilire. Esso debuttò nel corso del 2021 in fase sperimentale in tre Gran Premi, quelli di Gran Bretagna, d'Italia e nella prima edizione del Gran Premio di San Paolo, prima di essere confermato inizialmente anche in questa stagione per sei gare. Successivamente, dopo il veto dei top team alle sei prove, i quali chiedevano un incremento di spesa sul limite del budget cap, il numero degli eventi scesero a tre, nei Gran Premi dell'Emilia-Romagna, d'Austria e nuovamente San Paolo, l'unico a essere confermato per due volte. Il format, comunque, potrebbe essere rivisto. L'ipotesi è quella di introdurre una doppia qualifica. La prima servirebbe a decidere la griglia di partenza della gara Sprint, la seconda invece sarebbe utilizzata per stabilire l'ordine di partenza del Gran Premio. Il primo turno di qualifica avrebbe luogo al venerdì, dopo la disputa della prima sessione di prove libere, mentre il secondo prenderebbe il posto della seconda sessione di prove libere al sabato mattina, prima della gara Sprint.
La Federazione programma la disputa dei test pre-stagionali della stagione successiva, della durata di tre giorni, sul circuito di Manama, sede del Gran Premio del Bahrein, per la terza stagione consecutiva, dal 23 al 25 febbraio, nel weekend che precede l'inizio del mondiale sulla stessa pista il 5 marzo.

### Analisi per il campionato piloti
Il pilota campione del mondo della scuderia austriaca Red Bull Racing, Max Verstappen, comanda la classifica riservata ai piloti con 116 punti di vantaggio sul pilota monegasco della Ferrari, Charles Leclerc, e con 125 punti di vantaggio sul compagno di scuderia, il messicano Sergio Pérez. Verstappen, per vincere il secondo titolo piloti consecutivo, il primo olandese a riuscirci nella storia della categoria, deve ottenere 22 punti più di Leclerc, 13 più di Pérez e sei più del pilota britannico della Mercedes, George Russell, quarto in classifica piloti. Verstappen può conquistare il titolo piloti nelle seguenti condizioni:
| Pos | Pilota                   | Pilota          | Pilota                                                                    |
| Pos | Max Verstappen           | Charles Leclerc | Sergio Pérez                                                              |
| --- | ------------------------ | --------------- | ------------------------------------------------------------------------- |
| Pos | Primo                    | Nono o peggio   | Quarto o peggio senza il giro veloce / Quinto o peggio con il giro veloce |
| Pos | Primo con il giro veloce | Ottavo o peggio | Quarto o peggio                                                           |

### Aspetti tecnici
Per questo Gran Premio la Pirelli, fornitore unico degli pneumatici, offre la scelta tra gomme di mescola C3, C4 e C5, la tipologia di mescole più morbide che caratterizzano l'intera gamma messa a disposizione dall'azienda fornitrice degli pneumatici per il campionato. Per la seconda edizione consecutiva del Gran Premio, dopo l'ultima corsa nella stagione 2019, la casa italiana nomina la stessa tipologia. Per la quinta volta in stagione, dopo quanto avvenuto nei Gran Premi di Monaco, Azerbaigian, Canada e Austria, le mescole selezionate dalla Pirelli sono quelle più morbide.
La Federazione conferma le tre zone del Drag Reduction System in uso dall'ultima edizione disputata nel 2019, quando, al fine di favorire i sorpassi, l'organo mondiale dell'automobilismo decise di aumentare a tre i tratti in cui utilizzare il dispositivo mobile sul circuito di Marina Bay, dopo le due precedenti zone utilizzate dal 2011, stagione in cui il dispositivo fu introdotto nella categoria, fino al 2018. I piloti possono attivare l'ala mobile posteriore sul rettilineo principale, con detection point fissato prima dell'apice della curva 22, nel tratto compreso tra la curva 5 e la curva 7, con punto per la determinazione del distacco fra piloti stabilito all'uscita della curva 4, e nel tratto aggiuntivo introdotto nel 2019 tra la curva 13 e la curva 14, con detection point posto prima della curva 13. Il punto di attivazione del Drag Reduction System nella prima zona posta sul rettilineo principale viene anticipato di cinque metri rispetto all'ultima edizione del 2019, posizionato adesso 43 metri dopo l'apice della curva 23, così come il punto di attivazione del dispositivo mobile nella seconda zona, quella compresa tra la curva 5 e la curva 7, venendo posizionato 48 metri dopo la curva 5.
Rispetto all'ultima edizione del 2019, il circuito è stato riasfaltato in diverse aree. Le zone interessate sono state tutta la corsia dei box, così come l'uscita della stessa fino alla linea della safety car, dall'uscita della curva 5 fino a metà tra la curva 6 e la curva 7, dall'uscita della curva 12 fino all'uscita della curva 13, dalla frenata della curva 13 fino all'uscita della stessa, dalla frenata della curva 14 fino all'entrata della curva 19. Diverse recinzioni sono state riparate sulla sinistra dall'uscita della curva 12 fino a metà della curva 13, mentre nuovi cordoli sono stati posizionati all'uscita della curva 5. Il pannello luminoso numero 3, posto sulla destra alla curva 3, viene leggermente spostato più avanti, così come il pannello luminoso numero 11, posizionato sulla destra tra la curva 12 e la curva 13, e il pannello luminoso numero 14, posto sulla destra alla curva 17.
Per questa gara, la Federazione fissa la velocità massima nella corsia dei box a 60 km/h. L'organo mondiale dell'automobilismo stabilisce che alle curve 1, 2 e 3 se i piloti non percorrono correttamente la curva 2, passando completamente a destra del cordolo arancione, essi devono mantenersi a destra del blocco di polistirolo bianco e rosso, e rientrare in pista all'esterno della curva 3. L'istruzione non si applica automaticamente a quei piloti ritenuti di essere stati forzati a uscire del tracciato, con i casi giudicati individualmente. In tutti i casi, i piloti devono rientrare in pista in condizioni di sicurezza e senza ottenere un vantaggio.
Prima dell'inizio della prima sessione di prove libere del venerdì, sulla vettura di Pierre Gasly viene installata la sesta unità relativa all'impianto di scarico. Il pilota francese dell'AlphaTauri non è penalizzato sulla griglia di partenza in quanto il nuovo componente installato rientra tra quelli utilizzabili nel numero massimo stabilito dal regolamento tecnico. Sulla vettura di Lando Norris, Fernando Alonso e Esteban Ocon viene installata la quarta scatola del cambio e la quarta trasmissione. Sulla vettura di Gasly viene installata la quarta trasmissione. Tutti i piloti non sono penalizzati sulla griglia di partenza in quanto i nuovi componenti installati rientrano tra quelli utilizzabili nel numero massimo stabilito dal regolamento tecnico.
Prima dell'inizio della seconda sessione di prove libere del venerdì, la direzione gara, riguardo al problema dell'utilizzo dei cordoli da parte dei piloti sul lato destro all'ingresso della corsia della pit lane, essi sono tenuti a utilizzarli rispettando le procedure stabilite nell'articolo 4 del Codice Sportivo Internazionale della FIA.

### Aspetti sportivi
Il Gran Premio rappresenta il diciassettesimo appuntamento stagionale a distanza di tre settimane dalla disputa del Gran Premio d'Italia, sedicesima gara del campionato. Il Gran Premio di Singapore torna a far parte del calendario del campionato mondiale di Formula 1 per la prima volta dal 2019, collocato nel mese di ottobre rispetto all'ultima edizione corsa nel mese di settembre. Nel corso delle ultime due stagioni il Gran Premio è stato annullato a causa delle problematiche dettate dalla pandemia di COVID-19 e per l'allestimento del circuito in tempi brevi. Nel 2020 la gara vide il suo annullamento in quanto la Federazione fu costretta ad annullare diverse tappe per via dell'emergenza sanitaria, senza essere sostituita. Nel corso del 2021 il Gran Premio fu annullato per la seconda stagione consecutiva, sempre per via della pandemia, rientrando tra i pochi Gran Premi a essere annullati per due stagioni consecutive, ma in questo caso venendo rimpiazzato da un altro Gran Premio, quello di Turchia. Dopo la disputa delle dieci gare complessive del campionato nel vecchio continente, nonché le ultime sette tenutesi in Europa, il mondiale si sposta per la seconda volta in stagione in Asia per la prima volta dalla tenuta del Gran Premio d'Arabia Saudita, seconda gara del campionato corsa a fine marzo.
È la prima prova a disputarsi nel mese di ottobre, la sesta della seconda parte di stagione, e la quarta gara dopo la pausa estiva obbligatoria della durata di tre settimane, nonché la prima gara a corrersi sulla tipologia da circuito cittadino, l'ultimo del campionato, per la prima volta dal Gran Premio del Canada corso a giugno, oltre a essere la terza gara complessiva del campionato a disputarsi in notturna. È il terzo Gran Premio della stagione a tornare nel calendario mondiale, dopo quanto accaduto con il Gran Premio d'Australia corso a inizio aprile e con il Gran Premio del Canada corso a giugno. Il Gran Premio di Singapore segue una pausa di tre settimane, non prevista alla pubblicazione del calendario mondiale nella stagione precedente, dopo la disputa del precedente Gran Premio d'Italia l'11 settembre, in cui, tra queste due gare, sarebbe dovuto disputarsi il Gran Premio di Russia inizialmente in programma il 25 settembre, prima di essere annullato prima della partenza del mondiale a causa delle ripercussioni legate all'invasione russa dell'Ucraina. In sostituzione della gara russa, era valsa l'ipotesi, poi non concretizzatasi, di disputare un altro Gran Premio sul circuito di Marina Bay, sede di questo appuntamento. Il contratto per la disputa del Gran Premio di Singapore nel calendario del campionato mondiale di Formula 1, sempre sulla stessa pista, ha una valenza fino al termine della stagione 2028. Sponsor del Gran Premio è, come avvenuto fin dall'edizione del 2014, la compagnia aerea di bandiera locale Singapore Airlines. A questa edizione assistono 302 000 spettatori nel corso del weekend di gara, il quale rappresenta il record assoluto per il Gran Premio. Il precedente primato apparteneva all'edizione inaugurale del 2008, caratterizzata da una presenza di 300 000 spettatori nel fine settimana.
Presente nel calendario del campionato mondiale di Formula 1 fin dalla stagione 2008 e valido quale prova della categoria dallo stesso anno, il Gran Premio di Singapore vede la disputa della sua ventunesima edizione, la tredicesima valida per il mondiale. Il Gran Premio, una volta inserito nel calendario del campionato mondiale, fu il primo della storia della categoria a disputarsi in notturna, nonché il secondo del sud-est asiatico dopo il Gran Premio della Malesia, corso dal 1999 al 2017. L'edizione inaugurale del 2008 fu l'ottocentesimo Gran Premio nella storia del campionato mondiale. Il circuito di Marina Bay è il tracciato ad aver ospitato tutte le edizioni della gara, su quattro principali diverse configurazioni, senza mai variare il numero totale di 23 curve, al secondo posto fra tutti i circuiti presenti nel calendario del campionato mondiale a presentare un elevato numero di curve, dietro solo al circuito di Gedda, sede del Gran Premio d'Arabia Saudita, caratterizzato da 27 tornate. La prima configurazione fu utilizzata dall'edizione inaugurale del 2008 a quella del 2012; la seconda dall'edizione del 2013 a quella del 2014, in cui la lunghezza del tracciato fu ridotta, insieme alla rimozione della chicane della curva 10; la terza utilizzata dall'edizione del 2015 a quella del 2017, con la lunghezza del tracciato leggermente aumentata e la riprofilazione delle curve 11, 12 e 13; la quarta in uso dall'edizione del 2018 a quella del 2019 e da questa edizione, con la lunghezza nuovamente leggermente diminuita e la riprofilazione delle curve 16 e 17. A partire da questa edizione, inizialmente, gli organizzatori della gara asiatica avevano annunciato nuovi lavori che avrebbero portato a un accorciamento del tracciato cittadino. Una prima opzione emersa era quella di collegare le curve 16 e 19, creando un nuovo rettilineo molto più veloce rispetto a quello presente tra le curve 4 e 5, con maggiori opportunità di sorpasso. Esso sarebbe stato ipoteticamente oggetto di una nuova zona DRS che avrebbe portato il circuito a presentare ben quattro zone per l'utilizzo del dispositivo. La modifica avrebbe ridotto anche il numero di curve, passando da 23 a 19, mantenendo comunque una capienza minima di circa 35 000 posti a sedere nel tratto in questione. Il Gran Premio di Singapore non è stato disputato nelle ultime due stagioni a causa delle problematiche dettate dalla pandemia di COVID-19, risultando le uniche due edizioni non corse fin dal debutto della gara nella categoria durante la stagione 2008.
Per il pilota spagnolo del costruttore francese Alpine, Fernando Alonso, si tratta del trecentocinquantesimo Gran Premio a cui prende parte in Formula 1, stabilendo il record assoluto di gare disputate nella categoria, distanziando di una lunghezza Kimi Räikkönen e battendo il record condiviso in precedenza col finlandese. Alonso ha debuttato nella categoria nel Gran Premio d'Australia 2001 con l'ex scuderia Minardi, 21 anni, 6 mesi e 28 giorni fa, e da allora ha ottenuto 32 vittorie, al sesto posto nella classifica di tutti i tempi nella storia del mondiale, 98 podi, nuovamente in sesta posizione generale, 22 pole position, al tredicesimo posto generale, 23 giri veloci, al dodicesimo posto, e 2 039 punti totali, al terzo posto complessivo dietro solo al pilota britannico della Mercedes, Lewis Hamilton, e al tedesco dell'Aston Martin, Sebastian Vettel. Nel corso della sua carriera, spalmata in 19 stagioni, record assoluto condiviso con Räikkönen, Alonso ha conquistato due mondiali piloti, nel 2005 e nel 2006, sempre con il costruttore francese, ma sotto la denominazione di Renault. Al terzo posto per numero di Gran Premi disputati è presente il brasiliano Rubens Barrichello con 322, mentre gli unici altri piloti a superare le 300 gare nella categoria sono il tedesco Michael Schumacher e il britannico Jenson Button con 306, insieme al connazionale della Mercedes, Lewis Hamilton, il quale disputa il trecentocinquesimo Gran Premio. Il pilota cinese dell'Alfa Romeo, Zhou Guanyu, quello giapponese dell'AlphaTauri, Yuki Tsunoda, quello tedesco della Haas, Mick Schumacher, e quello canadese della Williams, Nicholas Latifi, gareggiano sul circuito di Marina Bay per la prima volta in carriera in Formula 1. Il costruttore britannico disputa l'ottocentesimo Gran Premio nella storia del mondiale, al terzo posto totale dietro solo al costruttore italiano Ferrari, con 1 047, e all'altro team inglese McLaren, con 919, per numero di gare disputate nella categoria.
Il pilota thailandese della Williams, Alexander Albon, dopo aver saltato a partire dalla terza sessione di prove libere del sabato il precedente Gran Premio d'Italia in quanto gli è stata rilevata un'appendicite, venendo sostituito dal pilota di riserva della Mercedes campione 2020-2021 di Formula E e 2019 di Formula 2, l'olandese Nyck de Vries, il quale ha debuttato in un Gran Premio di Formula 1, recupera dall'operazione partecipando regolarmente al Gran Premio. Dopo l'intervento, la Williams aveva reso noto che Albon aveva patito complicazioni anestetiche post-operatorie inaspettate che avevano portato a un’insufficienza respiratoria. Il pilota, comunque, fu dichiarato fuori pericolo, in tempo per rimettersi in forma per questa gara, a distanza di tre settimane da quella italiana.
La Federazione, nella giornata del venerdì, rilascia una nota in cui afferma di ultimare la valutazione dei dati finanziari del campionato precedente presentati da tutti i team di Formula 1. Le presunte violazioni del regolamento finanziario, se presenti, sono trattate secondo il processo formale stabilito dal regolamento. Secondo le ultime indiscrezioni, la scuderia austriaca Red Bull Racing e quella britannica Aston Martin non avrebbero rispettato il budget cap posto a 145 milioni di dollari nel 2021. L'infrazione da parte della scuderia di Milton Keynes non è grave e dunque sarebbe inferiore al 5% del budget cap a disposizione della scorsa stagione. Le possibili sanzioni, dunque, non vanno oltre a una multa o a una decurtazione dei fondi a disposizione per la prossima stagione. Prima della disputa del successivo Gran Premio del Giappone in programma la settimana successiva, il 9 ottobre, è atteso un report dettagliato da parte dell'organo mondiale dell'automobilismo. In serata la Federazione rilascia un comunicato in cui prende atto delle speculazioni e delle congetture prive di fondamento emerse in relazione alla questione e ribadisce che la valutazione è in corso e che viene seguito il giusto processo senza tenere conto di alcuna discussione esterna.
La W Series, campionato di contorno alla Formula 1 a partire dalla stagione precedente, è presente accanto alla massima categoria per la prima volta nel weekend di questo Gran Premio. Il pilota brasiliano campione del mondo di Formula 2 di questa stagione per la scuderia olandese MP Motorsport, Felipe Drugovich, entra a far parte del programma di sviluppo, oltre a diventare pilota di riserva, della scuderia britannica Aston Martin a partire da questo Gran Premio. La scuderia statunitense Haas annuncia l'inglese Mark Slade quale nuovo ingegnere di pista del pilota danese Kevin Magnussen. Slade fu in passato ingegnere di pista anche dei finlandesi Mika Häkkinen in McLaren e Kimi Räikkönen in Lotus. In Renault, inoltre, l’ingegnere britannico ha guidato dal muretto il tedesco Nico Hülkenberg e il francese Esteban Ocon. La scuderia britannica McLaren ufficializza una nuova partnership con Jack Daniel's per la prossima stagione, noto brand di whiskey statunitense. Il costruttore gareggia con una speciale livrea con dettagli rosa neon ideati con lo sponsor OKX. Tale combinazione di colori è presente anche sulle tute dei due piloti, il britannico Lando Norris e l'australiano Daniel Ricciardo. La livrea sarà utilizzata anche nel successivo Gran Premio del Giappone in programma la settimana seguente. Il pilota tedesco dell'Aston Martin, Sebastian Vettel, annuncia la partecipazione alla Race of Champions in programma il 28 e 29 gennaio 2023 in Svezia, già vincitore della manifestazione in tutte le edizioni dal 2007 al 2012 in coppia con il connazionale Michael Schumacher. La Federazione nomina la statunitense Natalie Robyn come amministratore delegato. Il pilota giapponese del costruttore italiano AlphaTauri, Yuki Tsunoda, rinnova il contratto con la scuderia anche per il 2023. Il costruttore austriaco Red Bull Racing si unisce a Sparco, storico marchio torinese da sempre all'avanguardia nella sicurezza. Il pilota canadese della scuderia britannica Williams dalla stagione 2020, Nicholas Latifi, non viene confermato per la successiva stagione. Il costruttore tedesco Mercedes fornisce i dati dopo l'esperimento sostenibile condotto sui propri mezzi di trasporto, 16 camion, in viaggio tra i precedenti tre Gran Premi consecutivi del Belgio, d'Olanda e d'Italia. Per una distanza totale di circa 1 400 km, eccezion fatta per gli ultimi 20 percorsi con l’impiego del carburante diesel per motivi di emergenza, il biocarburante HVO100 ha consentito di risparmiare 44 091 kg di CO2, oltre a ridurre le emissioni del trasporto merci dell’89%. Un esito reso possibile dalla ricerca sull'olio vegetale idrotrattato, ossia prodotto al 100% rinnovabile derivato da oli vegetali, oli usati e grassi, nonché privo di combustibili fossili. Tali bioenergie, che saranno impiegate anche in Formula 1 nel 2026, contribuiscono anche alla riduzione delle emissioni di NOx e di particolato. Il team di Brackley annuncia anche il rinnovo della partnership con l'azienda petrolifera malese Petronas oltre il 2026. La Federazione fornisce un ulteriore chiarimento sulla situazione riguardo Colton Herta, pilota statunitense della IndyCar Series per il team, anch'esso della stessa nazionalità, Andretti Autosport, a cui mancano i 40 punti della superlicenza richiesti per correre nella massima categoria. L'organo mondiale dell'automobilismo conferma che è stata fatta una richiesta di informazioni attraverso i canali appropriati, portando ad annunciare che il pilota non ha il numero di punti necessari per ottenere la qualifica. Herta, che detiene il record del pilota più giovane a vincere una gara della IndyCar Series, a 18 anni, 11 mesi e 28 giorni, è stato nelle ultime settimane accostato al costruttore italiano AlphaTauri, qual'ora l'attuale pilota della scuderia, il francese Pierre Gasly, venga lasciato libero di guidare per il costruttore transalpino Alpine al posto dello spagnolo Fernando Alonso, il quale lascia il team francese a fine stagione per approdare in Aston Martin al posto del ritirato Sebastian Vettel. Il pilota cinese della scuderia svizzera Alfa Romeo, Zhou Guanyu, viene confermato anche per la stagione successiva. La Formula 1 annuncia la nascita del programma di assunzione a tempo determinato diretto ai giovani neolaureati denominato "Lead the Charge", supportato da Akkodis con la cooperazione della Mercedes. La categoria ha nel mirino una possibile revisione futura del sistema della virtual safety car, introdotta nella stagione 2015 a seguito della scomparsa, nello stesso anno, del pilota francese Jules Bianchi, a causa dell'incidente avvenuto nel corso del Gran Premio del Giappone 2014. I due punti fondamentali sarebbero la maggiore spettacolarità che garantisce per lo sviluppo della gara la safety car, che riavvicina in un colpo solo tutte le vetture, e l'ingiusto vantaggio che la virtual safety car garantisce solo a quei piloti che si trovano in quel momento vicino alla corsia dei box e che possono così beneficiare di una sosta a discapito di altri avversari. Anche il sistema del Drag Reduction System potrebbe essere rivisto da Liberty Media, al lavoro per rendere le gare più emozionanti possibili e con i sorpassi il tema centrale della questione. Un'ipotesi è lavorare sulle zone di attivazione del dispositivo, un'altra porta a un numero di utilizzi che il pilota deve gestire durante la gara, oppure un determinato tempo concesso ad ala aperta, una soluzione questa che ricalcherebbe il sistema del "push to pass" dell'IndyCar Series, categoria nella quale a seconda del tipo di pista i piloti hanno in gara la possibilità di azionare per 150 o 200 secondi un pulsante che aumenta la pressione del turbo generando dunque più potenza utile sia per attaccare che per difendersi. La categoria annuncia una festa per il ritorno del Gran Premio di Las Vegas nel calendario della stagione successiva. L'evento si tiene un anno prima, il 5 novembre all'hotel Caesars Palace, in presenza di diversi team e piloti. La Ferrari firma un accordo con Bitdefender, compagnia rumena leader del settore della sicurezza informatica. Nel weekend di gara, ventiquattro donne selezionate, la quale rappresentato sei regioni e ventiquattro nazionalità, si uniscono alle funzioni del direttore di gara, lavorando a diversi ruoli come parte del programma della Federazione chiamato "Women Officials Exchange Program", venendo allocate in diverse parti del circuito. La nuova iniziativa mira a promuovere e incoraggiare la partecipazione delle automobiliste di tutto il mondo, nonché un'opportunità per far conoscere alle partecipanti tutti i ruoli essenziali svolti dai volontari ai massimi livelli dello sport. La direttiva tecnica introdotta dalla Federazione a partire dal Gran Premio del Belgio contro il saltellamento delle vetture in pieno rettilineo, noto come porpoising, non viene applicata in questa gara alla luce delle caratteristiche del circuito di Marina Bay cui presenta diversi dossi nonostante la nuova asfaltatura in diverse parti del tracciato.
Per questo Gran Premio, la FIA designa il portoghese Eduardo Freitas quale direttore di gara. L'ex pilota di Formula 1, il britannico Derek Warwick, è nominato commissario aggiunto per la gara. Ha svolto già in passato tale funzione, l'ultima al Gran Premio d'Ungheria. È la casa automobilistica tedesca Mercedes a fornire la safety car e la medical car.

## Prove

### Resoconto
La prima sessione del venerdì vede in vetta alla lista dei tempi Lewis Hamilton, che precede di meno di un decimo Max Verstappen, penalizzato, nel suo giro più veloce, dalla presenza di bandiere gialle. Sia la Red Bull Racing che la Mercedes presentano alcuni problemi di saltellamento, che le costringono a rivedere l'aerodinamica. Alle loro spalle si è classificato Charles Leclerc. Il monegasco ha perso i primi venti minuti della sessione, per un problema ai freni. L'altro pilota della Red Bull Racing, Sergio Pérez, è quarto, distaccato di otto decimi dal miglior tempo, ma precede George Russell, a un secondo dal tempo del suo compagno di team. La sessione è stata interrotta, con bandiera rossa, quando Lance Stroll ha sbattuto con il posteriore della sua Aston Martin alla curva 5. Lando Norris è stato penalizzato da una perdita di potenza della sua power unit.
Le Ferrari dominano la sessione serale del venerdì. Carlos Sainz Jr. precede di oltre due decimi Leclerc, che con gomme medie, si era portato a meno di tre decimi dal tempo dello spagnolo, non riuscendo però a battere il suo compagno di team, dopo aver montato gomme morbide. La competitività del pomeriggio della Mercedes è confermata con Russell terzo, con un tempo di tre decimi più alto da quello di Sainz Jr.. Resta più dietro Hamilton, primo nella prima sessione, che alla sera è quinto, preceduto anche da Verstappen. Il campione del mondo ha coperto solo otto giri, per la necessità di effettuare delle lunghe modifiche alla sospensione anteriore della sua monoposto. Alonso è stato autore di una strisciata contro le barriere, che però non gli ha impedito di chiudere all'ottavo posto, comunque alle spalle dell'altro pilota dell'Alpine, Esteban Ocon, che ha conquistato il sesto tempo. Sull'AlphaTauri di Pierre Gasly c'è stato anche un principio d'incendio, presto domato dai commissari.
Al termine della seconda sessione di prove libere del venerdì, il delegato tecnico della Federazione, Jo Bauer, comunica che la scuderia svizzera Alfa Romeo non ha restituito elettronicamente due set di pneumatici di entrambe le vetture dei propri piloti, il finlandese Valtteri Bottas e il cinese Zhou Guanyu, entro le due ore dalla conclusione della prima sessione di prove libere del venerdì. Entrambi i piloti vengono convocati dai commissari sportivi. L'Alfa Romeo viene multata di 5 000 euro da parte della Federazione per ciascun pilota.
Durante le prime due sessioni di prove libere del venerdì, Valtteri Bottas utilizza l'assemblaggio di una trasmissione al di fuori dell'allocazione prevista secondo il regolamento tecnico. Il pilota finlandese dell'Alfa Romeo non è penalizzato sulla griglia di partenza in quanto tale operazione rientra tra quelle effettuabili nel numero massimo consentito dal regolamento tecnico.
La sessione del sabato si svolge su pista bagnata, a causa di un forte acquazzone che colpisce il tracciato, prima dell'inizio della sessione stessa. I commissari hanno permesso ai piloti di entrare in pista solo dopo mezz'ora, e solo dopo che dalla pista era stata in qualche modo rimossa l'acqua in eccesso. L'unico pilota a scendere sotto il minuto e 58 secondi è stato Charles Leclerc, che ha preceduto di mezzo secondo Verstappen, e di un secondo l'altro ferrarista Sainz Jr.. I piloti hanno affrontato la sessione, inizialmente, con gomme da bagnato estremo, per poi passare all'utilizzo delle intermedie. Pérez, compagno di scuderia di Verstappen, è quinto, preceduto da Fernando Alonso. Le Mercedes, competitive al venerdì, si sono limitate al nono e dodicesimo tempo. La scuderia tedesca ha effettuato, per lo più, uno studio sulle prestazioni della vettura a serbatoio pieno.
Al termine della terza sessione di prove libere del sabato, Lewis Hamilton e Mick Schumacher vengono convocati dai commissari sportivi. Il primo per aver violato l'appendice L del capitolo 3 del regolamento sportivo riguardante l'utilizzo di piercing, gioielli e affini, mentre il secondo per essere stato rilasciato dalla propria piazzola in condizioni non di sicurezza dopo un pit stop, fermatosi e fatto ritornare sulla propria postazione per controllare se la ruota posteriore destra fosse fissata correttamente, durante la sessione. Entrambi i piloti non ricevono sanzioni.
La Haas è stata multata due volte di 100 euro da parte della Federazione in quanto Mick Schumacher e Kevin Magnussen hanno superto il limite di velocità dentro la corsia dei box.

### Risultati
Nella prima sessione del venerdì si è avuta questa situazione:
| Pos | Nº | Pilota          | Costruttore          | Tempo    | Gap    | Giri |
| --- | -- | --------------- | -------------------- | -------- | ------ | ---- |
| 1   | 44 | Lewis Hamilton  | Mercedes             | 1'43"033 |        | 20   |
| 2   | 1  | Max Verstappen  | Red Bull Racing-RBPT | 1'43"117 | +0"084 | 20   |
| 3   | 16 | Charles Leclerc | Ferrari              | 1'43"435 | +0"402 | 17   |

Nella seconda sessione del venerdì si è avuta questa situazione:
| Pos | Nº | Pilota           | Costruttore | Tempo    | Gap    | Giri |
| --- | -- | ---------------- | ----------- | -------- | ------ | ---- |
| 1   | 55 | Carlos Sainz Jr. | Ferrari     | 1'42"587 |        | 23   |
| 2   | 16 | Charles Leclerc  | Ferrari     | 1'43"795 | +0"208 | 14   |
| 3   | 63 | George Russell   | Mercedes    | 1'42"911 | +0"324 | 26   |

Nella sessione del sabato mattina si è avuta questa situazione:
| Pos | Nº | Pilota           | Costruttore          | Tempo    | Gap    | Giri |
| --- | -- | ---------------- | -------------------- | -------- | ------ | ---- |
| 1   | 16 | Charles Leclerc  | Ferrari              | 1'57"782 |        | 11   |
| 2   | 1  | Max Verstappen   | Red Bull Racing-RBPT | 1'58"308 | +0"526 | 12   |
| 3   | 55 | Carlos Sainz Jr. | Ferrari              | 1'58"848 | +1"066 | 12   |

## Qualifiche

### Resoconto
I piloti sono costretti a montare gomme da bagnato intermedio, anche se la pista si presenta per larghi tratti ormai asciutta. Alla radio Lando Norris dichiara che le condizioni del tracciato non sono ancora adeguate per l'utilizzo degli pneumatici slick. Il tempo di riferimento è fatto da Lewis Hamilton (1'56"937), con George Russell che si trova a 0"162. Restano distaccate le due AlphaTauri, prima che Russell si migliori, portando il limite a 1'55"842. Carlos Sainz Jr. prende il terzo tempo, mentre Lance Stroll scala terzo. Chi fa meglio è Charles Leclerc (1'55"054), mentre Verstappen migliora, ma deve alzare il piede per un errore di Mick Schumacher, che porta all'esposizione delle bandiere gialle. I piloti effettuano una lunga serie di giri consecutivi, cercando di sfruttare il miglioramento delle condizioni della pista. Sergio Pérez si piazza tra le Mercedes. Poco dopo anche Leclerc è autore di un innocuo testacoda. Sainz Jr. rimonta secondo, prima che Hamilton ritorni al comando della classifica, con 1'54"689. Il tempo del britannico viene ulteriormente abbassato da Verstappen. In seguito si riprende la vetta Leclerc (1'54"222). Pérez si lamenta di essere stato penalizzato da un lento Verstappen, autore di un errore di guida. Anche Alexander Albon va in testacoda. Le due Haas fanno segnare i primi tempi significativi solo a tre minuti dalla fine della sessione: Magnussen è sesto, mentre Schumacher è decimo. Albon è solo sedicesimo, Tsunoda scala ottavo, meglio del compagno di team Gasly, che è undicesimo, posizione ceduta dopo poco a Sebastian Vettel.  Vengono eliminati Valtteri Bottas, Ricciardo, Ocon, penalizzato da un problema ai freni, Albon e Latifi.
La pista migliora ancora, ma senza consentire, nemmeno al debutto della seconda fase, l'utilizzo delle gomme da asciutto. Gasly segna 1'54"368, presto battuto da Norris (1'53"995). Alonso s'intercala fa i due, mentre Sainz Jr. chiude solo col sesto tempo. Leclerc, in compenso, porta la migliore prestazione della Q2 a 1'52"343. Sale secondo Hamilton. Il tempo dell'ex campione del mondo è battuto da Verstappen, che resta a tre decimi dal tempo di Leclerc. Anche Sergio Pérez è competitivo, cogliendo il terzo tempo. Sainz Jr. si migliora, ma non fa meglio del quarto tempo. Leclerc chiede di passare alle gomme slick, ma la sua scuderia preferisce proseguire con gomme da intermedio, ma nuove. Chi passa alle gomme da asciutto sono le due Aston Martin e Zhou Guanyu. Hamilton sale secondo, mentre George Russell è settimo. La scelta delle gomme da asciutto non paga, tanto che i tre piloti che le utilizzano risulteranno, alla fine, non qualificati per la sessione finale. Tsunoda sale sesto, Magnussen ottavo, mentre Norris scala settimo. Schumacher, invece, non fa meglio del tredicesimo tempo. Risalgono tra i migliori anche Pierre Gasly e Alonso. Non accedono alla Q3 Russell, per sei millesimi, Stroll, Schumacher, Vettel e Zhou.
All'inizio della fase finale tutti i piloti optano per gomme da asciutto, tranne Tsunoda, Magnussen e Leclerc. Il monegasco, però, prima ancora di effettuare il primo tentativo, passa alle slick. Verstappen chiude il suo giro in 1'56"940, facilmente battuto da Tsunoda (1'55"170). La pista migliora costantemente, e il tempo del giapponese viene battuto da un pilota con le slick: Hamilton, con 1'53"082. Leclerc batte Verstappen, e tra i due si posizionano sia Norris che Alonso. Verstappen risale secondo, ma viene battuto da Leclerc. Il migliore di tutti diventa Alonso (1'52"520), prima che Hamilton ritorni al comando, facendo segnare 1'51"019. Verstappen ritorna ancora secondo, pur non concludendo un giro pulito, mentre Gasly è autore anche di un lungo in una curva. Pérez rimonta terzo, mentre Sainz Jr. è quinto, subito alle spalle di Leclerc. Magnussen coglie l'ottavo tempo, staccato di 3"7 dal tempo di Hamilton. La pole position provvisoria è ancora conquistata da Alonso, poi da Leclerc, che scende sotto il minuto e 50 secondi. Chi sembra potersi migliorare di nuovo è Verstappen che, però, rallenta nella parte finale del giro, per consentire la miglior ricarica delle batterie, da sfruttare pienamente nell'ultimo giro, con una pista sempre più veloce. Sainz Jr. è secondo, dopo essere riuscito a passare sul traguardo pochi secondi prima dell'esposizione della bandiera a scacchi, prima che Pérez s'interponga fra le due Ferrari. Alonso ritorna in quarta posizione, e Hamilton strappa il terzo tempo. Nell'ultimo tentativo Verstappen sembra nuovamente in grado di fare sua la partenza al palo, ma viene invitato a rientrare ai box, prima di finire il giro, per evitare di consumare tutto il carburante rimasto nel serbatoio.
Charles Leclerc conquista la diciottesima pole position in carriera, la nona stagionale e la seconda consecutiva dopo il precedente Gran Premio d'Italia. Il pilota monegasco eguaglia il numero di partenze al palo nella storia della categoria di Mario Andretti, René Arnoux e Kimi Räikkönen, una in più di Jackie Stewart e Verstappen, conquistando la seconda pole position sul circuito di Marina Bay. Il monegasco è il primo pilota della Ferrari a centrare il più alto numero di pole position in una stagione dalle undici ottenute da Michael Schumacher nella stagione 2001, bissando la partenza in prima posizione dell'ultima edizione del Gran Premio di Singapore corsa nella stagione 2019. La scuderia di Maranello, alla duecentoquarantunesima pole position nel mondiale e l'undicesima stagionale, la sesta complessiva sul circuito di Singapore, ampliando il record tra i costruttori attivi, si riconferma in prima posizione nel Gran Premio di Singapore come nell'ultima edizione del 2019, sempre con Leclerc. La Ferrari ha conquistato quattro delle ultime sei pole position nel Gran Premio di Singapore, concludendo con una doppietta l'ultima corsa nel 2019 con vincitore Sebastian Vettel e secondo classificato proprio Leclerc. Pérez, secondo, ottiene la prima fila per la prima volta dal Gran Premio del Belgio, ottenuta grazie ad altre penalità in griglia di partenza assegnate ad altri piloti, la prima partenza nelle prime due posizioni dal Gran Premio d'Azerbaigian senza considerare penalità altrui. Per Hamilton, terzo, è la prima partenza nelle prime tre posizioni in stagione, distante solamente 0"054 dalla pole position di Leclerc, mentre per Sainz Jr. la quarta posizione rappresenta la miglior partenza in carriera sul circuito di Marina Bay. Alonso parte quinto in quel che è il miglior piazzamento per un costruttore con base a Enstone, prima con la denominazione di Lotus, poi Renault e successivamente Alpine dall'edizione 2013 della gara. Per lo spagnolo è la quinta volta nelle ultime dieci gare che occupa la quinta piazza. Norris è qualificato nelle prime sei posizioni per l'ottava volta in stagione, mentre per Gasly la settima posizione è il miglior risultato in qualifica dal Gran Premio d'Azerbaigian, dove ottiene il miglior risultato stagionale per l'AlphaTauri, classificandosi al quinto posto in gara. Grazie alla decima posizione di Tsunoda, la scuderia di Faenza presenta due vetture nelle prime dieci posizioni per la prima volta sempre dal Gran Premio di Baku. Verstappen parte ottavo per la prima volta durante il campionato, dopo aver vinto da sette diverse posizioni di partenza in stagione. Il pilota olandese della Red Bull Racing partì nella stessa posizione durante il suo debutto nel Gran Premio di Singapore nella stagione 2015 con una diversa scuderia, quella denominata all'epoca Toro Rosso. Magnussen, nono, si qualifica in Q3, per la prima volta su questa pista dall'edizione del 2014 quando guidò per la McLaren. Russell, undicesimo, viene eliminato in Q3 per la terza volta in stagione, mentre per Stroll, dodicesimo, è stata la prima volta a centrare la Q2 sulla pista di Marina Bay. Per il suo compagno di scuderia Vettel è stata la prima volta a non centrare la Q3 nel Gran Premio di Singapore, escludendo guasti meccanici. Bottas, sedicesimo, viene eliminato in Q1 per la terza volta nelle ultime quattro gare, dopo 148 Gran Premi in cui tale circostanza non è avvenuta. Ricciardo, diciassettesimo, è eliminato nella prima fase per la terza volta in sette gare. In precedente l'australiano non aveva mai mancato la Q3 fin dall'edizione del 2012, senza considerare la squalifica dopo essersi qualificato ottavo nell'ultima edizione della gara nel 2019 che lo portò a partite in ventesima e ultima posizione. Ocon, diciottesimo, è fuori in Q1 per la terza volta durante l'anno, mentre Albon riesce a qualificarsi con un tempo migliore di oltre cinque decimi rispetto a quello fatto registrare dal compagno di scuderia Latifi dopo aver saltato le qualifiche del precedente Gran Premio d'Italia in quanto, prima della terza sessione di prove libere del sabato, gli è stata rilevata un'appendicite, venendo sostituito dal pilota di riserva della Mercedes campione 2020-2021 di Formula E e 2019 di Formula 2, l'olandese Nyck de Vries, al debutto in un Gran Premio di Formula 1.
Al termine delle qualifiche, la Mercedes viene convocata dai commissari sportivi per l'inaccurato controllo del pilota britannico della scuderia, Lewis Hamilton, riguardo l'utilizzo di piercing, gioielli e affini. Il costruttore tedesco viene multato di 25 000 euro da parte della Federazione.

### Risultati
Nella sessione di qualifica si è avuta questa situazione:
| Pos                         | Nº | Pilota           | Costruttore                  | Q1       | Q2       | Q3       | Griglia |
| --------------------------- | -- | ---------------- | ---------------------------- | -------- | -------- | -------- | ------- |
| 1                           | 16 | Charles Leclerc  | Ferrari                      | 1'54"129 | 1'52"343 | 1'49"412 | 1       |
| 2                           | 11 | Sergio Pérez     | Red Bull Racing-RBPT         | 1'54"404 | 1'52"818 | 1'49"434 | 2       |
| 3                           | 44 | Lewis Hamilton   | Mercedes                     | 1'53"161 | 1'52"691 | 1'49"466 | 3       |
| 4                           | 55 | Carlos Sainz Jr. | Ferrari                      | 1'54"559 | 1'53"219 | 1'49"583 | 4       |
| 5                           | 14 | Fernando Alonso  | Alpine-Renault               | 1'55"360 | 1'53"127 | 1'49"966 | 5       |
| 6                           | 4  | Lando Norris     | McLaren-Mercedes             | 1'55"914 | 1'53"942 | 1'50"584 | 6       |
| 7                           | 10 | Pierre Gasly     | AlphaTauri-RBPT              | 1'55"606 | 1'53"546 | 1'51"211 | 7       |
| 8                           | 1  | Max Verstappen   | Red Bull Racing-RBPT         | 1'53"057 | 1'52"723 | 1'51"395 | 8       |
| 9                           | 20 | Kevin Magnussen  | Haas-Ferrari                 | 1'55"103 | 1'54"006 | 1'51"573 | 9       |
| 10                          | 22 | Yuki Tsunoda     | AlphaTauri-RBPT              | 1'55"314 | 1'53"848 | 1'51"983 | 10      |
| 11                          | 63 | George Russell   | Mercedes                     | 1'54"633 | 1'54"012 | N.D.     | PL      |
| 12                          | 18 | Lance Stroll     | Aston Martin Aramco-Mercedes | 1'55"629 | 1'54"211 | N.D.     | 11      |
| 13                          | 47 | Mick Schumacher  | Haas-Ferrari                 | 1'55"736 | 1'54"370 | N.D.     | 12      |
| 14                          | 5  | Sebastian Vettel | Aston Martin Aramco-Mercedes | 1'55"602 | 1'54"380 | N.D.     | 13      |
| 15                          | 24 | Zhou Guanyu      | Alfa Romeo-Ferrari           | 1'55"375 | 1'55"518 | N.D.     | 14      |
| 16                          | 77 | Valtteri Bottas  | Alfa Romeo-Ferrari           | 1'56"083 | N.D.     | N.D.     | 15      |
| 17                          | 3  | Daniel Ricciardo | McLaren-Mercedes             | 1'56"226 | N.D.     | N.D.     | 16      |
| 18                          | 31 | Esteban Ocon     | Alpine-Renault               | 1'56"337 | N.D.     | N.D.     | 17      |
| 19                          | 23 | Alexander Albon  | Williams-Mercedes            | 1'56"985 | N.D.     | N.D.     | 18      |
| 20                          | 6  | Nicholas Latifi  | Williams-Mercedes            | 1'57"532 | N.D.     | N.D.     | 19      |
| Tempo limite 107%: 2'00"971 |    |                  |                              |          |          |          |         |

In grassetto sono indicate le migliori prestazioni in Q1, Q2 e Q3.

## Gara

### Resoconto
Prima della gara, sulla vettura di George Russell viene installata la quarta unità relativa al motore a combustione interna, al turbocompressore, all'MGU-H e all'MGU-K, la terza unità relativa al sistema di recupero dell'energia e all'unità di controllo elettronico, e la quarta unità relativa all'impianto di scarico. Il pilota britannico della Mercedes è costretto a partire dal fondo dello schieramento in quanto i primi sei nuovi componenti installati superano quelli utilizzabili nel numero massimo stabilito dal regolamento tecnico. I nuovi componenti della power unit sono stati sostituiti mentre la vettura era sotto il regime di parco chiuso senza l'autorizzazione del delegato tecnico della Federazione. Russell è costretto a partire dalla pit lane. Il costruttore tedesco è stato multato di 100 euro da parte della Federazione in quanto Russell ha superato il limite di velocità stabilito nella corsia dei box durante i giri di ricognizione prima di schierarsi in pit lane.
La partenza del Gran Premio viene posticipata di un'ora e cinque minuti a causa della pioggia. I piloti partono con gomme da bagnato intermedio dopo che l'acquazzone, prima della gara, ha colpito il tracciato. Sergio Pérez parte meglio di Charles Leclerc, ponendosi immediatamente al comando. La partenza sul lato sinistro della pista favorisce anche Sainz Jr. che precede Hamilton. Seguono Norris, Alonso, Gasly e Vettel. Parte male invece Max Verstappen che cede diverse posizioni e, alla fine del primo giro, è solo dodicesimo. Nel corso della prima tornata l'olandese ha un contatto anche con Kevin Magnussen, che ha danneggiato l'ala anteriore, tanto che presto la direzione gara gli segnala l'obbligo di sostituire il musetto, con bandiera nera e arancione. In pochi giri il campione del mondo sale già nella zona punti, mentre Pérez e Leclerc staccano il resto del gruppo. Nel corso dell'ottavo giro c'è un incidente che coinvolge Zhou Guanyu e Nicholas Latifi. Il cinese è costretto ad abbandonare la gara, mentre viene decisa l'entrata in pista della safety car. Oltre al pilota dell'Alfa Romeo anche quello della Williams si ritira. Nello stesso giro c'è anche un contatto tra George Russell e Valtteri Bottas.
Alla ripartenza della gara la situazione della classifica rimane invariata. Nel giro successivo Verstappen sorprende Vettel e passa anche Gasly. Pérez riesce ad ampliare il margine su Leclerc, mentre Verstappen non è capace di passare Fernando Alonso, almeno fino al ventiduesimo giro, quando un problema alla power unit costringe lo spagnolo a terminare la sua gara. In questa occasione, per recuperare la vettura, viene istituito il regime di virtual safety car. In questo caso Russell passa ai box, ed è il primo pilota a montare gomme da asciutto, di mescola media. La scelta sembra però penalizzare il pilota della Mercedes, che è lento e fa fatica a tenere la vettura in pista. Dopo quattro giri finisce a muro Alexander Albon: il pilota può ripartire ma, per recuperare la parte di ala anteriore staccatasi dalla sua monoposto, la direzione di gara è costretta a imporre di nuovo il regime di virtual safety car. La stessa scelta è fatta, dopo due giri, per recuperare l'Alpine di Esteban Ocon, anche lui costretto al ritiro per un problema al motore. Al trentatreesimo giro Hamilton commette un errore di guida, e termina a muro. Il britannico può riprendere la gara, ma la sua ala anteriore è danneggiata. Hamilton è passato da Norris, ma tiene dietro Verstappen, almeno fino a quando è richiamato ai box. Da questo momento, visto che Russell è capace di far segnare tempi competitivi, tutti i piloti passano ai box, per montare gomme slick. Tutti scelgono le gomme medie, tranne Daniel Ricciardo e Bottas, che optano per le soft. Leclerc arriva lungo sulla sua piazzola dei box, costringendo i meccanici a un pit stop un po' più lungo del normale. Anche Russell effettua una nuova sosta. Poco dopo essere rientrato in pista, il pilota dell'AlphaTauri Yuki Tsunoda sbatte contro le barriere. Ancora una volta è necessaria la presenza della vettura di sicurezza. Ne approfitta Norris, che effettua il pit stop durante il periodo di neutralizzazione.
Quando la gara riprende nella sua valenza agonistica Pérez precede Leclerc, Sainz Jr., Norris, Verstappen, Ricciardo, Stroll, Vettel e Hamilton. Al quarantesimo passaggio Verstappen attacca Norris, ma valuta male il punto di frenata e va lungo nella via di fuga e, soprattutto, rovina gli pneumatici, tanto da essere costretto a una nuova sosta, che lo fa retrocedere in tredicesima posizione. Anche Russell attacca Mick Schumacher, ma c'è un contatto fra le due monoposto, che costringe entrambi a passare ai box. Leclerc mette pressione a Pérez, portando il distacco a pochi decimi. Il messicano è anche sotto indagine, per non aver rispettato la distanza obbligatoria dalla safety car nei due periodi di neutralizzazione. Il ferrarista tenta per diversi giri di trovare un varco per il sorpasso, ma deve desistere. Verstappen passa, in pochi giri, Bottas e Gasly, fino a raggiungere Hamilton, in lotta con Sebastian Vettel. Il pilota della Mercedes attacca il tedesco al cinquantasettesimo giro, ma senza successo, favorendo bensì Verstappen. L'olandese della Red Bull Racing è poi capace di passare Vettel, portandosi in settima posizione. Pérez vince, davanti alla coppia della Ferrari, che a sua volta precede la coppia della McLaren.
Il messicano vince il quarto Gran Premio in carriera, la seconda vittoria in stagione dopo quella ottenuta nel Gran Premio di Monaco, eguagliando le vittorie nel mondiale di Dan Gurney, Bruce McLaren e Eddie Irvine, triofando, per la prima volta dal suo debutto nella categoria nella stagione 2011, dopo aver condotto la gara per tutti i suoi giri. Pérez è il primo vincitore del Gran Premio di Singapore dopo essere partito da una posizione sulla griglia di partenza pari, la seconda, da cui ha poi preso la testa della corsa alla partenza, oltre a essere il primo pilota non campione del mondo a trionfare sul circuito di Marina Bay. Il messicano, che aveva ottenuto solo un podio nelle sei gare precedenti, è il primo pilota a vincere nella stessa stagione il Gran Premio di Monaco e quello di Singapore, entrambi disputati su circuiti cittadini, dalle vittorie di Vettel nelle due gare nella stagione 2011, oltre a diventare il cinquantottesimo pilota a condurre una gara dall'inizio alla fine, dopo che Leclerc era diventato il cinquantasettesimo nel Gran Premio d'Austrialia. Per la Red Bull Racing è la tredicesima vittoria in stagione, eguagliando il numero record di trionfi in un singolo campionato della stagione 2013, la sesta consecutiva, l'ottantottesima complessiva della propria storia, al quarto successo in totale nel Gran Premio di Singapore, pareggiando i successi in questo Gran Premio della Ferrari, considerando l'edizione del 1970 non valida per il mondiale, e della Mercedes, per la prima volta dall'edizione del 2013 con Vettel, spinta all'epoca da propulsori Renault. Per la scuderia di Milton Keynes, che termina a podio per l'undicesima corsa consecutiva sul circuito di Marina Bay, è il primo successo nel Gran Premio di Singapore nell'era turbo-ibrida iniziata nella stagione 2014. Per Leclerc, secondo, come nell'ultima edizione della corsa disputata nel 2019, è stato il terzo podio consecutivo, terminando sempre dietro a un pilota della scuderia austriaca in tutte le occasioni. Grazie alla terza posizione di Sainz Jr. entrambe le Ferrari terminano sul podio per la prima volta dalla prima edizione del Gran Premio di Miami, corso dodici Gran Premi fa. Con Norris quarto e Ricciardo quinto la McLaren ottiene 22 punti, scavalcando l'Alpine, che con entrambe le vetture ritirate non ottiene punti per la seconda gara consecutiva, e tornando a occupare la quarta posizione nella classifica costruttori. Per il britannico e per la scuderia inglese è stato il secondo arrivo in stagione nelle prime quattro posizioni, dopo il terzo posto ottenuto nel Gran Premio dell'Emilia-Romagna, mentre per l'australiano, quinto dopo essere partito sedicesimo, è stato il primo arrivo nelle prime quattro posizioni dalla prima edizione del Gran Premio d'Arabia Saudita corsa nella precedente stagione. La McLaren aveva avuto un pilota classificatosi settimo negli ultimi quattro Gran Premi di Singapore. Per Stroll la settima posizione rappresenta il miglior risultato in stagione, dopo aver concluso decimo in cinque occasioni nel corso del campionato, mentre Verstappen, settimo, termina una striscia di cinque vittorie consecutive, non riuscendo a trionfare dopo aver vinto da sette diverse posizioni di partenza in stagione. Per diventare campione del mondo piloti per la seconda stagione consecutiva nel successivo Gran Premio del Giappone, il pilota olandese deve ottenere otto punti più di Leclerc, secondo in classifica piloti, e sei più del compagno di scuderia Pérez, terzo, a due lunghezze dal monegasco. Vettel, ottavo, termina nelle prime otto posizioni per la quarta volta in stagione, e non considerando il ritiro nel corso del primo giro nell'edizione del 2017, l'ottavo posto è stato il traguardo più basso in assoluto del tedesco in 13 partecipazioni sul circuito di Marina Bay. L'Aston Martin sale al settimo posto in classifica costruttori superando Haas e AlphaTauri. Hamilton, nono, al suo trecentocinquesimo Gran Premio, termina in questa posizione solamente per la settima volta in carriera, mentre Gasly, decimo, ottiene punti per la seconda gara consecutiva per la prima volta dai punti ottenuti consecutivamente nei Gran Premi d'Arabia Saudita e d'Australia. Russell, quattordicesimo e con il secondo giro più veloce in carriera, non termina nei primi cinque posti solamente per la seconda volta in campionato, dopo il ritiro nel corso del primo giro nel Gran Premio di Gran Bretagna. Alonso è ritirato nel giorno del trecentocinquantesimo Gran Premio a cui ha preso parte in Formula 1, stabilendo il record assoluto di gare disputate nella categoria, distanziando di una lunghezza Kimi Räikkönen e battendo il record condiviso in precedenza col finlandese. Il costruttore britannico Williams ha disputato l'ottocentesimo Gran Premio nella storia del mondiale, al terzo posto totale dietro solo a Ferrari, con 1 047, e McLaren, con 919, per numero di gare disputate nella categoria. Il Gran Premio ha visto quattordici classificati, pareggiando per la terza volta in stagione il numero più basso del campionato dopo quanto successo nei Gran Premi d'Arabia Saudita e di Gran Bretagna, oltre a essere la terza gara dell'anno con il più alto numero di ritiri, sei, insieme al Gran Premio inglese e quello arabo senza considerare in quest'ultimo Albon classificato per aver completato il 90% della distanza di gara. È stato il tredicesimo Gran Premio di Singapore consecutivo a essere stato caratterizzato dall'utilizzo di almeno una safety car, per un totale di 23 interventi della vettura di sicurezza fin dell'edizione inaugurale nella stagione 2008, oltre a essere stato il quarto Gran Premio non completato nella distanza prevista per il raggiungimento delle due ore di gara, come previsto dal regolamento sportivo, dopo le edizioni del 2012, completato per lo stesso numero di giri di questa gara, 59, del 2014, con la distanza di gara coperta per 60 giri, e del 2017, terminato dopo 58 giri. È stato il secondo Gran Premio della stagione a terminare anticipatamente rispetto alla distanza di gara prevista, dopo il Gran Premio di Monaco, completato per 64 giri rispetto ai 78 programmati. Per la prima volta dalla prima edizione del Gran Premio di Città del Messico il punto addizionale del giro più veloce non viene assegnato, per la prima volta in questo campionato e per la quinta complessiva dopo essere stato reintrodotto nella stagione 2019, in quanto ottenuto da Russell, quattordicesimo, fuori dalle prime dieci posizioni.

### Risultati
I risultati del Gran Premio sono i seguenti:
| Pos | Nº | Pilota           | Costruttore                  | Giri | Tempo/Ritiro             | Griglia | Punti |
| --- | -- | ---------------- | ---------------------------- | ---- | ------------------------ | ------- | ----- |
| 1   | 11 | Sergio Pérez     | Red Bull Racing-RBPT         | 59   | 2h02'20"238              | 2       | 25    |
| 2   | 16 | Charles Leclerc  | Ferrari                      | 59   | +2"595                   | 1       | 18    |
| 3   | 55 | Carlos Sainz Jr. | Ferrari                      | 59   | +10"305                  | 4       | 15    |
| 4   | 4  | Lando Norris     | McLaren-Mercedes             | 59   | +21"133                  | 6       | 12    |
| 5   | 3  | Daniel Ricciardo | McLaren-Mercedes             | 59   | +53"282                  | 16      | 10    |
| 6   | 18 | Lance Stroll     | Aston Martin Aramco-Mercedes | 59   | +56"330                  | 11      | 8     |
| 7   | 1  | Max Verstappen   | Red Bull Racing-RBPT         | 59   | +58"825                  | 8       | 6     |
| 8   | 5  | Sebastian Vettel | Aston Martin Aramco-Mercedes | 59   | +1'00"032                | 13      | 4     |
| 9   | 44 | Lewis Hamilton   | Mercedes                     | 59   | +1'01"515                | 3       | 2     |
| 10  | 10 | Pierre Gasly     | AlphaTauri-RBPT              | 59   | +1'09"576                | 7       | 1     |
| 11  | 77 | Valtteri Bottas  | Alfa Romeo-Ferrari           | 59   | +1'28"844                | 15      |       |
| 12  | 20 | Kevin Magnussen  | Haas-Ferrari                 | 59   | +1'32"610                | 9       |       |
| 13  | 47 | Mick Schumacher  | Haas-Ferrari                 | 58   | +1 giro                  | 12      |       |
| 14  | 63 | George Russell   | Mercedes                     | 57   | +2 giri                  | PL      |       |
| Rit | 22 | Yuki Tsunoda     | AlphaTauri-RBPT              | 34   | Incidente                | 10      |       |
| Rit | 31 | Esteban Ocon     | Alpine-Renault               | 26   | Motore                   | 17      |       |
| Rit | 23 | Alexander Albon  | Williams-Mercedes            | 25   | Danni da incidente       | 18      |       |
| Rit | 14 | Fernando Alonso  | Alpine-Renault               | 20   | Motore                   | 5       |       |
| Rit | 6  | Nicholas Latifi  | Williams-Mercedes            | 7    | Danni da incidente       | 19      |       |
| Rit | 24 | Zhou Guanyu      | Alfa Romeo-Ferrari           | 6    | Collisione con N. Latifi | 14      |       |

## Classifiche mondiali

### Piloti
| Pos | Pilota           | Punti |
| --- | ---------------- | ----- |
| 1   | Max Verstappen   | 341   |
| 2   | Charles Leclerc  | 237   |
| 3   | Sergio Pérez     | 235   |
| 4   | George Russell   | 203   |
| 5   | Carlos Sainz Jr. | 202   |
| 6   | Lewis Hamilton   | 170   |
| 7   | Lando Norris     | 100   |
| 8   | Esteban Ocon     | 66    |
| 9   | Fernando Alonso  | 59    |
| 10  | Valtteri Bottas  | 46    |
| 11  | Daniel Ricciardo | 29    |
| 12  | Sebastian Vettel | 24    |
| 13  | Pierre Gasly     | 23    |
| 14  | Kevin Magnussen  | 22    |
| 15  | Lance Stroll     | 13    |
| 16  | Mick Schumacher  | 12    |
| 17  | Yuki Tsunoda     | 11    |
| 18  | Zhou Guanyu      | 6     |
| 19  | Alexander Albon  | 4     |
| 20  | Nyck de Vries    | 2     |

### Costruttori
| Pos | Costruttore                  | Punti |
| --- | ---------------------------- | ----- |
| 1   | Red Bull Racing-RBPT         | 576   |
| 2   | Ferrari                      | 439   |
| 3   | Mercedes                     | 373   |
| 4   | McLaren-Mercedes             | 129   |
| 5   | Alpine-Renault               | 125   |
| 6   | Alfa Romeo-Ferrari           | 52    |
| 7   | Aston Martin Aramco-Mercedes | 37    |
| 8   | Haas-Ferrari                 | 34    |
| 9   | AlphaTauri-RBPT              | 34    |
| 10  | Williams-Mercedes            | 6     |

## Decisioni della FIA
Al termine della gara, il pilota messicano della Red Bull Racing, Sergio Pérez, vincitore del Gran Premio, viene convocato dai commissari sportivi per non aver mantenuto la corretta distanza entro la lunghezza di dieci vetture sotto il regime di safety car tra lui stesso, leader della gara, e la vettura di sicurezza, durante i due periodi di neutralizzazione del Gran Premio. Pérez riceve una reprimenda, la prima della stagione, riguardo la prima neutralizzazione, mentre viene penalizzato di cinque secondi sul tempo di gara e di due punti sulla superlicenza, per la seconda neutralizzazione. La posizione d'arrivo del messicano non varia.
Il pilota canadese della Williams, Nicholas Latifi, viene penalizzato di cinque posizioni sulla griglia di partenza del successivo Gran Premio del Giappone e di due punti sulla superlicenza per aver causato una collisione con il pilota cinese dell'Alfa Romeo, Zhou Guanyu, alla curva 5, nel corso della gara. Il pilota olandese della Red Bull Racing, Max Verstappen, non riceve invece sanzioni per aver causato una collisione tra la curva 6 e la curva 7 con il pilota danese della Haas, Kevin Magnussen, nel corso del primo giro.